# Atraphaxis daghestanica
Atraphaxis daghestanica là một loài thực vật có hoa trong họ Rau răm. Loài này được (Lovelius) Lovelius mô tả khoa học đầu tiên năm 1975.